# Epopterus variegatus
Epopterus variegatus là một loài bọ cánh cứng trong họ Endomychidae. Loài này được Erichson miêu tả khoa học năm 1847.